# Афонино (Зоринський район)
Афо́нино (рос. Афонино) — село у складі Зоринського району Алтайського краю, Росія. Входить до складу Новодрачонінської сільської ради.

## Населення
Населення — 201 особа (2010; 254 у 2002).
Національний склад (станом на 2002 рік):
- росіяни — 93 %